# Carpinus fargesiana
Carpinus fargesiana ist ein mittelgroßer Baum aus der Gattung der Hainbuchen (Carpinus) mit dunkelbraunen, spärlich zottig behaarten Zweigen und bei jungen Blättern zottig behaarter Blattoberseite. Das natürliche Verbreitungsgebiet der Art liegt in China.

## Beschreibung
Carpinus fargesiana ist ein bis zu 20 Meter hoher Baum mit grauer Rinde. Die Zweige sind dunkelbraun und spärlich zottig behaart. Die Laubblätter haben einen etwa 6 bis 10 Millimeter langen, dünnen und spärlich zottig behaarten Stiel. Die Blattspreite ist 2,5 bis 7,5 selten auch 8 Zentimeter lang und 2 bis 2,5 Zentimeter breit, eiförmig-lanzettlich, eiförmig-elliptisch, elliptisch, länglich oder selten schmal lanzettlich oder schmal länglich, spitz oder lang zugespitzt, mit gerundeter oder mehr oder weniger herzförmiger Basis und einem unregelmäßig doppelt stachelspitzig gesägten Blattrand. Es werden 12 bis 16 Nervenpaare gebildet. Die Blattoberseite ist anfangs spärlich zottig behaart und verkahlt später, die Unterseite ist entlang der Blattadern zottig behaart und hat an den Seitenadern Achselbärte.
Die weiblichen Blütenstände sind 4 bis 7 Zentimeter lang bei Durchmessern von 2,5 bis 3 Zentimetern. Die Blütenstandsachse ist 1 bis 1,5 Zentimeter lang und spärlich zottig  behaart. Die Tragblätter sind 1,3 bis 1,5 Zentimeter lang, und 6 bis 8 Millimeter breit, halb-eiförmig bis breit halb-eiförmig und zugespitzt. Die Blätter haben fünf Blattadern erster Ordnung und sind entlang der netzartig angeordneten Blattadern zottig behaart. Der äußere Blattrand ist unregelmäßig gesägt-gezähnt oder lappig-gesägt, der innere Teil ist ganzrandig mit einem eingerollten Öhrchen an der Blattbasis. Als Früchte werden etwa 3 Millimeter lange und 3,5 Millimeter breite, gerippte und bis auf die spärlich zottig behaarte Spitze kahle Nüsschen gebildet, die manchmal spärlich mit Harzdrüsen besetzt sein können. Carpinus fargesiana blüht von Mai bis Juni, die Früchte reifen von Juli bis September.

## Vorkommen und Standortansprüche
Das natürliche Verbreitungsgebiet liegt in China im Süden der Provinz Gansu, im Westen von  Henan und Hubei, im Süden von Shaanxi und in Sichuan in gemäßigten Wäldern in Gebirgstälern und auf Flussbänken in 1000 bis 2600 Metern Höhe.

## Systematik
Carpinus fargesiana ist eine Art aus der Gattung der Hainbuchen (Carpinus). Diese wird in der Familie der Birkengewächse (Betulaceae) der Unterfamilie der Haselnussgewächse (Coryloideae) zugeordnet. Die Art wurde 1914 von Hubert Winkler erstmals wissenschaftlich beschrieben. Der Gattungsname Carpinus stammt aus dem Lateinischen und wurde schon von den Römern für die Hainbuche verwendet.
Es werden zwei Varietäten unterschieden:
- Carpinus fargesiana var. fargesiana mit 3,5 bis 7,5 Zentimeter langen und 2 bis 2,5 Zentimeter breiten, eiförmig-lanzettlichen, eiförmig-elliptischen, elliptischen oder länglichen Blättern.[4]
- Carpinus fargesiana var. hwai  (Hu & W. C. Cheng) P. C. Li mit 7 bis 8 Zentimeter langen und 2 bis 2,2 Zentimeter breiten, schmal-lanzettlichen oder schmal-länglichen Blättern. Das Verbreitungsgebiet der Varietät liegt in Lichuan im Westen von Hubei und im früheren Wanxian im Osten von Sichuan (heute als Wanzhou Teil von Chongqing).[5]

## Nachweise